# Der Umweltbeauftragte
Der Umweltbeauftragte ist ein Informationsdienst für Kreislauf- und Abfallwirtschaft sowie Gewässer- und Immissionsschutz. Zielgruppe der monatlich erscheinenden Ausgaben sind Umweltmanager und Umweltbeauftragte in Unternehmen. Die Zeitschrift soll einen Überblick über umweltrechtliche Entwicklungen auf Länder-, Bundes- und EU-Ebene geben und bietet gleichzeitig Tipps von Experten aus Praxis und Beratung.
Der Umweltbeauftragte wird seit Anfang 2004 vom oekom verlag herausgegeben.

## Inhalte
- Nationale und europäische Rechtsentwicklung (betrieblicher Umweltschutz)
- Gesetzgebung im Abfallbereich
- Immissionsschutz
- Wasserrecht
- Haftungsfragen
- Chemikalienrecht
- Arbeitssicherheit
- Umwelt- und Energiemanagement
- EU-Regelungen